# Susana Sandoval
Susana Sandoval (Cochabamba, 11 agosto 1953) è un'ex cestista boliviana.

## Carriera
Con la Bolivia ha disputato i Campionati mondiali del 1979.